# Señorío de Benijófar
El Señorío de Benijófar, antigua heredad del término de Orihuela, que perteneció a los Silvestre, Togores y Gallego Fajardo.

## Historia
La primera Señora de Benijófar que se conoce fue Ana Luisa Silvestre Claramunt y Valibrea, que se casó con Jaime Togores y Loazes.
Los Togores detentaron el Señorío hasta que Honorato Togores y Masquefa lo vendió, como tutor y curador de sus nietos, a los frailes dominicos por 4000 libras valencianas en 1582.
Un siglo después, en 1689, Jaume Damià Gallego y Satorre, ciudadano y capitán de infantería, adquiere Benijófar al Colegio de Predicadores de Orihuela por una cantidad de 7000 libras y se le concede la carta puebla. José María Gallego Fajardo y Terol, último titular, desvincula los bienes del Señorío.

## Señores de Benijófar
|                 | Titular                                     | Periodo                                                             |
| Primer periodo  | Primer periodo                              | Primer periodo                                                      |
| --------------- | ------------------------------------------- | ------------------------------------------------------------------- |
| I               | Ana Luisa Silvestre Claramunt y Valibrea    |                                                                     |
| II              | Felipa Togores y Silvestre                  |                                                                     |
| III             | Luisa Togores y Silvestre                   |                                                                     |
| IV              | Jaime Togores y Togores                     |                                                                     |
| V               | Tomás Togores y Martí                       |                                                                     |
| VI              | Mosén Francisco Honorato Togores y Masquefa | ( - 1582)                                                           |
| Segundo periodo |                                             |                                                                     |
| I               | Jaume Damià Gallego y Satorre               | (1689 - 1702)                                                       |
| II              | Diego Gallego de Castro                     | (1702 - 1703)                                                       |
| III             | Jaime Gallego de Castro                     | (1703 -)                                                            |
| IV              | Baltasar Gallego                            | ( - 1755)                                                           |
| V               | Baltasar Antonio Gallego y Palacios         | (1755 - 1782)                                                       |
| VI              | Baltasar Gallego Aledo y Coutiño            | (1782 - )                                                           |
| VII             | Luis Gallego Fajardo                        |                                                                     |
| VIII            | José María Gallego Fajardo y Terol          | (1838 - 1846). Último señor. Se desvinculan los bienes del Señorío. |

## Linajes
Desde la creación del Señorío de Benijófar, tres linajes han sido propietarios de este feudo, portando el título de nobleza de Señor de Benijófar. 
- Casa de Silvestre
- Casa de Togores ((?)-1582)
- Casa de Gallego (1689-1846)